# Otto Erzer
Otto Erzer (* 11. September 1860 in Dornach; † 30. Januar 1941 in Basel, katholisch, heimatberechtigt in Dornach, Seewen und Basel) war ein Schweizer Unternehmer.

## Leben

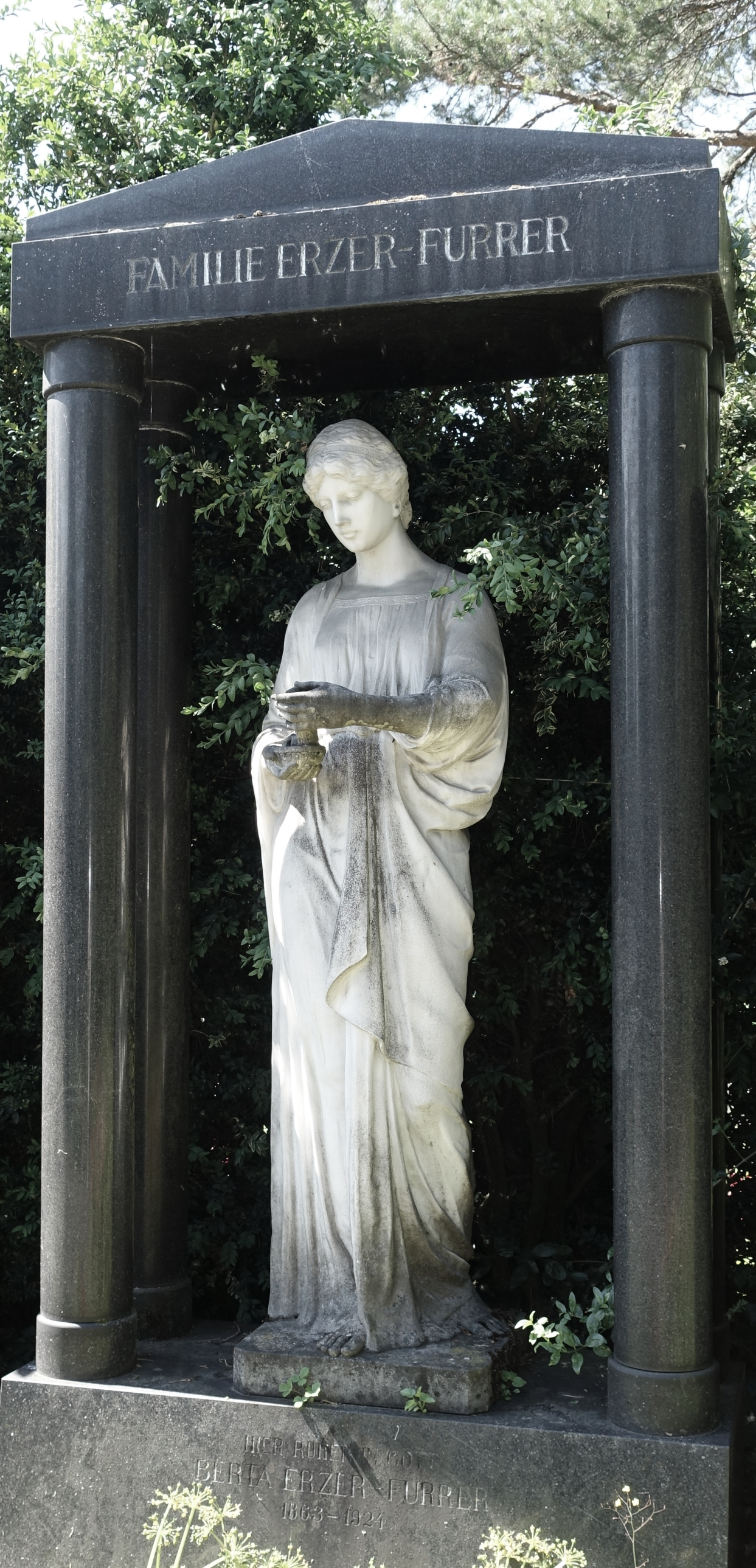
Grab auf dem Friedhof Wolfgottesacker

Otto Erzer kam am 11. September 1860 in Dornach als Sohn des Bankbeamten und Kantonsrats Johann Erzer und der Sophia Maria geborene Studer zur Welt. Er absolvierte zunächst ein Studium am Polytechnikum Zürich. In der Folge übernahm er leitende Stellungen in österreichischen, französischen und belgischen Papierfabriken.
1913 gründete Otto Erzer die Papierfabrik Zwingen, deren Führung er bis 1921 innehatte. Mit dem Zukauf der Birskraftwerke Dittingen und Zwingen wurde nach dem Ersten Weltkrieg der Aufschwung des Unternehmens eingeleitet. Dieses war bis zur Krise in den 1990er Jahren der wichtigste Arbeitgeber in Zwingen, Aktuell hat es sich in kleinerem Umfang auf die Verwertung von Altpapier verlegt. Im Jahr 1928 gründete Otto Erzer zusammen mit den Verlagen Conzett & Huber sowie Birkhäuser die Papierfabrik Kunz Erzer & Co. mit Sitz in Laufen, bis 1972 bestand.
Otto Erzer, der 1884 Josefine Bertha  geborene Furrer heiratete, verstarb am 30. Januar 1941 im Alter von 80 Jahren in Basel.

## Ehrungen
- Ehrenbürger von Zwingen